# Alois Lokaj
Alois Lokaj (9. dubna 1947 – 9. srpna 2019) byl český fotbalový útočník. Žil ve Zlíně.

## Fotbalová kariéra
V československé lize hrál za TJ Gottwaldov. Nastoupil ve 25 ligových utkáních a dal 4 góly.

## Ligová bilance
| Ročník                                   | Zápasy | Góly | Minuty | Klub          |
| ---------------------------------------- | ------ | ---- | ------ | ------------- |
| 1. československá fotbalová liga 1969/70 | 22     | 4    | 1 607  | TJ Gottwaldov |
| 1. československá fotbalová liga 1970/71 | 3      | 0    | 133    | TJ Gottwaldov |
| CELKEM                                   | 25     | 4    | 1 740  |               |